# Elizabeth Danvers
Elizabeth Neville, més coneguda com a Elizabeth Danvers, Lady Danvers o Elizabeth Carey, (Anglaterra, 1545/50 - Wiltshire, Anglaterra, 1630) fou una noble anglesa. Filla de John Neville, quart Baró de Latimer, es va casar amb Sir John Danvers de Dauntsey, Wiltshire. Va tenir tres fills. En 1601, un dels seus fills, Charles Danvers va ser decapitat. L'altre fill de Lady Danvers, John, estava entre els comissaris parlamentaris que van signar l'ordre de mort de Carles I d'Anglaterra.